# Gustavo Díaz Ordaz
Gustavo Díaz Ordaz va néixer en San Andrés Chalchicomula, Puebla, el 12 de març de 1911. Va ser president constitucional de Mèxic de 1964 a 1970. Va morir a la Ciutat de Mèxic el 15 de juliol de 1979.
El 1937 va obtenir el títol d'advocat per la Universitat de Puebla, de la qual va ser també catedràtic i vicerector. Oficial major de la Secretaria de Governació durant el govern d'Adolfo Ruíz Cortines i titular del ram amb Adolfo López Mateos, qui ho va donar per a arribar a la presidència del país. El seu sexenni va gaudir encara de cert èxit econòmic: el país va tenir la menor taxa d'inflació des de 1930, mentre que la taxa de creixement arribava al 3,3% anual. No obstant això, aquesta imatge de prosperitat descansava sobre un ferri control polític basat de vegades en la repressió com la del moviment estudiantil de 1968. Durant el seu govern Mèxic va organitzar els XIX Jocs Olímpics (1968) i el campionat mundial de futbol (1970). Després de deixar la presidència, es va retirar a la vida privada; no obstant això, el 1977 va prendre les regnes de l'ambaixada de Mèxic a Espanya, a la qual va renunciar gairebé immediatament.